# Reinvenció (ficció)

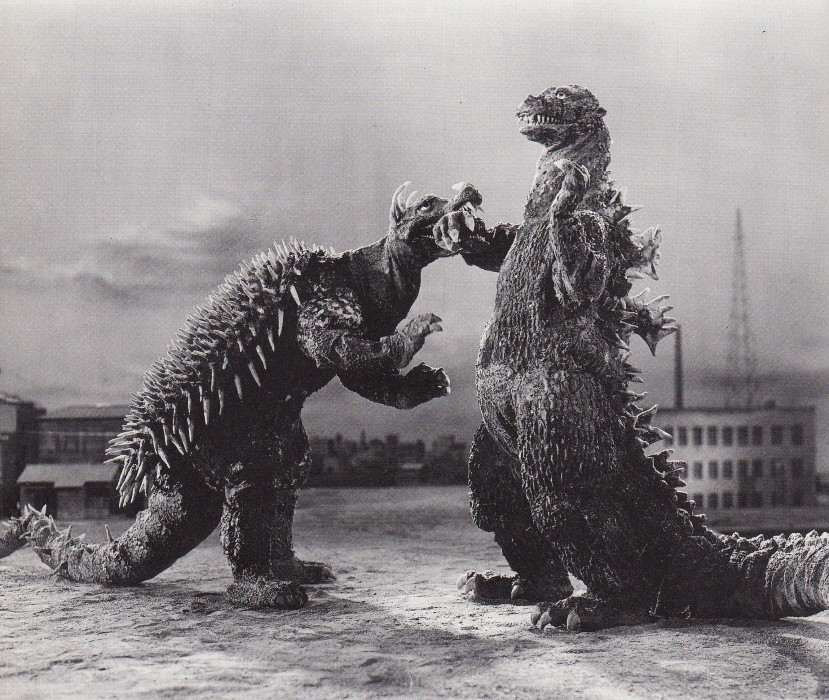
La franquícia de pel·lícules Godzilla, que va començar el 1954, s'ha reinventat nombroses vegades. A la foto hi ha una imatge promocional de Godzilla Raids Again (1955).

Als fulletons, el terme anglès "reboot" (reinvenció) significa un nou començament a un univers, una obra o una sèrie de ficció establerts. Una reinvenció descarta la continuïtat per tornar a crear els seus personatges, arguments i història de fons des del principi. S'ha descrit com una manera de "reprensament" o "reinici d'un univers d'entreteniment que ja s'havia establert".
Una altra definició d'una reinvenció és una nova versió que forma part d'una sèrie de pel·lícules establertes o d'una altra franquícia de mitjans. William Proctor proposa que hi ha diferències entre reinvencions, remakes i retrocontinuitat. Un altre concepte similar és la tècnica del boto de reinici, basada en la idea de recuperar l'statu quo.

## Origen
Es creu que el terme prové del terme informàtic reboot, que significa reiniciar un sistema informàtic. Hi ha un canvi de significat: el terme informàtica es refereix a reiniciar el mateix programa sense modificar, mentre que el terme discutit aquí fa referència a revisar una narració des del principi. El primer ús conegut de reinici aplicat a una franquícia d'entreteniment va ser en una publicació de 1994 a Usenet.

## Tipus
Les reinvencions retallen els elements no essencials associats a una franquícia preestablerta i l'inicien de nou, destil·lant-los fins als elements bàsics que van fer popular el material d'origen. Per al públic, les reinvencions permeten una entrada més fàcil per als nouvinguts que no estiguin familiaritzats amb els títols anteriors d'una sèrie.

### Còmics
En els còmics, es pot esborrar la continuïtat d'un títol de llarga durada per començar de nou des del principi, cosa que permet als escriptors redefinir els personatges i obrir noves oportunitats per a la història, permetent que el títol atragui nous lectors. Els còmics de vegades utilitzen una explicació a l'univers per a una reinvenció, com ara fusionar mons paral·lels i línies de temps, o destruir un univers fictici i recrear-lo des del principi.

### Pel·lícula
Amb les reinvencions, els cineastes renoven i revigoreixen una sèrie de pel·lícules per atraure nous fans i estimular els ingressos. Una reinvenció pot renovar l'interès per una sèrie que s'ha tornat obsoleta. Les reinvencions actuen com un projecte segur per a un estudi, ja que una reinvenció amb una base de fans establerta és menys arriscat (en termes de beneficis esperats) que un treball totalment original, alhora que permet a l'estudi explorar noves dades demogràfiques.
Una reinvenció suau és una reinvenció que actua com una seqüela, però és gairebé, si no idèntic, al predecessor original.

### Televisió
Una sèrie de televisió pot tornar a la producció després d'una cancel·lació o una llarga pausa. Mentre que una reinvenció no té en compte la continuïtat anterior d'una obra, el terme també s'ha utilitzat com una frase "catch all" per categoritzar sèries seqüeles o remakes generals a causa de l'augment d'aquestes produccions a finals dels anys 2010.
Un concepte relacionat és el retooling (literalment reequipament), que s'utilitza per canviar substancialment la premissa d'una sèrie mantenint alguns dels personatges principals. Les reeines solen formar part d'un esforç per prevenir la cancel·lació d'una producció que encara està en marxa.

### Videojocs
Les reinvencions i els remakes són habituals a la indústria dels videojocs. Els remakes dels videojocs s'utilitzen per actualitzar la història i els elements del joc i per aprofitar la tecnologia i les funcions que no estan disponibles en el moment de les entrades anteriors.